# 四川省道孚县草原重大火灾
四川省道孚县草原重大火灾是2010年12月5日发生在中华人民共和国四川省甘孜藏族自治州道孚县草原的重大火灾。火灾于当天中午开始，道孚县委、县政府立即组织县林业局、农牧局、森林工作局、人民武装部、独立营、森林武警和鲜水镇干部群众上山进行扑救（防火办无经费编制，主要灭火工具为塑料拖把）。当天下午3点10分左右，因大风突起，正在处理余火的22名扑救人员遇难，其中包括15名独立营官兵，5名群众，2名林业职工；1名扑救人员重伤。此后大火继续燃烧。12月6日上午明火被扑灭。